# Ušetřeno
Ušetřeno s.r.o. je česká společnost provozující webový portál Top-Pojištění.cz, který se zaměřuje na srovnání a zprostředkování cestovního pojištění, povinného ručení, havarijního pojištění a pojištění majetku. 
Společně s mateřskou společností Ušetřeno.cz patří do skupiny ČSOB, která je tvořena Československou obchodní bankou, a.s. a dalšími více než 20 společnostmi (např. ČSOB Advisory, a. s., ČSOB Hypoteční banka, a. s., ČSOB Leasing, a. s., ČSOB Stavební spořitelna, a. s., Igluu s.r.o., Patria Finance, a. s. a další).   

## Historie
Top-Pojištění.cz bylo založeno 1. listopadu 2005 a jako první na českém trhu spustilo online srovnávač povinného ručení. 
V září téhož roku mu byly Českou národní bankou uděleny licence pojišťovacího makléře a pojišťovacího agenta. Současně je také členem Asociace pro elektronickou komerci.
V roce 2006 přibyla v produktové nabídce Top-Pojištění.cz možnost srovnání a sjednání cestovního pojištění, v roce 2008 následovalo havarijní pojištění a v roce 2011 obohatila společnost své portfolio také o srovnání a zprostředkování pojištění majetku, respektive pojištění domácnosti. 
Značku „top-pojištění.cz“ zaregistroval dne 23. prosince 2014 Úřad průmyslového vlastnictví jako registrovanou ochrannou známkou.
Do roku 2016 patřila firma do mezinárodní finanční skupiny GrECo JLT, v dubnu 2016 ji koupila Československá obchodní banka.. V tomto roce došlo také k rebrandingu společnosti, včetně zrodu papouška Topouška, který se stal charakteristickou tváří společnosti. 
V roce 2018 Top-Pojištění.cz dosáhlo 1 milionu sjednaných pojištění a sídlem společnosti se stala Pankrác Prime Office Building nedaleko stanice metra Pražské povstání na Praze 4.
V roce 2021 došlo k fúzi s firmou Ušetřeno.cz., která se stala novým vlastníkem společnosti. Došlo také k přejmenování společnosti na Ušetřeno s.r.o., která nicméně i nadále vystupuje pod svou obchodní značkou Top-Pojištění.cz.

## Hlavní činnost
Top-Pojištění.cz je jedním z lídrů mezi tzv. online srovnávači, a to především v oblasti pojištění. Umožňuje online srovnání produktů cestovního pojištění, povinného ručení, havarijního pojištění a pojištění majetku, které nabízejí vybraní poskytovatelé na českém trhu. 
Uživatel si na základě zadaných parametrů může nezávazně a na jednom místě porovnat jednotlivé nabídky poskytovatelů a následně si vybraný produkt také přímo na webu Top-pojištění.cz sjednat nebo v případě pojištění majetku zažádat o zprostředkování jeho sjednání. 
Vybrané produkty lze sjednat online nebo telefonicky. 

## Sídlo společnosti
Do poloviny roku 2015 sídlila společnost Top-Pojištění.cz na adrese Novodvorská 994/138, 142 21, Praha 4. V srpnu téhož roku se přestěhovala do administrativního centra Heroes House v ulici Lomnického 1705/9, 140 00, Praha 4.
Své sídlo naposledy změnila v roce 2018 přestěhováním do budovy Pankrác Prime Office Building na adrese Lomnického 1742/2a, Praha 4, kde sídlí doposud. 